# Kościół św. Jana Chrzciciela w Nisku
Kościół świętego Jana Chrzciciela w Nisku – rzymskokatolicki kościół parafialny należący do parafii pod tym samym wezwaniem (dekanat Nisko diecezji sandomierskiej).
Świątynia została wzniesiona pod koniec XX wieku (budowa została rozpoczęta w 1991 roku). Projekt świątyni został opracowany przez inżyniera Henryka Modrakowskiego z Rzeszowa. Pracami budowlanymi kierował ksiądz Henryk Krzyżanowski. Świątynia była dekorowana i wyposażana do 2011 roku przez księdza Ryszarda Zbyrada (m.in. granitowa posadzka, elewacja świątyni, polichromia wykonana przez Małgorzatę Toborowicz z Krakowa). Uroczyście świątynia została poświęcona przez biskupa Krzysztofa Nitkiewicza w 2011 roku. Kościół został zbudowany z czerwonej cegły, jest dwupoziomowy, otynkowany, posiada zachowane ceglane detale w formie pilastrów. Rzutem kościoła jest nieregularny, jednakże symetryczny wielobok. Sprawia on, że bryła świątyni mieści w sobie zakrystię z zapleczem, natomiast sama przestrzeń naw zwęża się, rozpoczynając od elewacji frontowej aż do prezbiterium. Z dwuspadowego dachu wyzierają trzy pary dachowych okien w kształcie ostro zakończonych, romboidalnych, przeszklonych, nowoczesnych lunet. Zarówno elewacja frontowa, jak i tylna z otworem na sygnaturkę, mają kształt prostokąta i współgrają z prostopadłościenną, ściętą skosem dachu wieżą zakończoną smukłym krzyżem. Być może jest to nawiązanie do wczesnego okresu modernizmu. Wnętrze kościoła jest jasne i ciepłe, natomiast dekoracją ściany ołtarzowej jest kompozycja polichromii, różnej barwy kamienia i metaloplastyki.